# Academia Colombiana de História
A Academia Colombiana de História é uma instituição colombiana fundada a 9 de maio de 1902 pelo Ministério da Educação Nacional (na época designada como Ministério da Instrução Pública).
A sua principal função é a do estudo da História da Colômbia, principalmente das épocas pré-coloniais.